# Бовыкин, Анатолий Самойлович
То́ля (Анато́лий Само́йлович) Бовы́кин (8 июля 1943, Архангельск — 18 августа 1958, там же) — советский школьник, киноактёр, исполнитель главной роли в художественном фильме «Максимка» (1952).

## Биография
Анатолий Бовыкин родился 8 июля 1943 года. Проживал с матерью и старшим братом Николаем в районе «Бакарица» на окраине Архангельска, где учился в начальной школе.
Мать, Александра Петровна Бовыкина (ум. 2003), работница архангельского порта. Отец — американский матрос одного из судов арктических конвоев, доставлявших в СССР в рамках программы ленд-лиза стратегические грузы; судьба неизвестна — он, предположительно, погиб в составе конвоя, уничтоженного немецкой авиацией.
В 1952 году 9-летний Толя Бовыкин был приглашён на съёмки фильма «Максимка» в Одессу, куда приехал вместе с мамой. Роль темнокожего мальчика-раба в фильме «Максимка» стала для Толи Бовыкина единственной. В 1958 году, спустя 5 лет после выхода «Максимки» на экраны, Толя, который всегда был озорным и непоседливым парнем, прицепился к движущемуся грузовику, но не удержался, сорвался на большой скорости и сильно ударился головой. От удара у него развилась водянка, которая спустя некоторое время стала причиной смерти 15-летнего юноши. Похоронен в Архангельске на кладбище «Фельшинки». В 2018 году (к 60-летию со дня смерти) на его могиле был установлен новый памятник.

## Память
В городе Туапсе в одном из детских парков установлен памятник Максимке.
В советские годы в Украинской ССР выпускались шоколадные конфеты «Максимка» с темнокожим мальчишкой на фантике. 